# Croton tarapotensis
Croton tarapotensis är en törelväxtart som beskrevs av Johannes Müller Argoviensis. Croton tarapotensis ingår i släktet Croton och familjen törelväxter. Inga underarter finns listade i Catalogue of Life.